# Biserica „Sfântul Luca Evanghelistul” din Peciște
Biserica „Sf. Luca Evanghelistul” este o biserică amplasată în Peciște, raionul Rezina, Republica Moldova. Este un monument arhitectural de importanță națională inclus în Registrul monumentelor Republicii Moldova ocrotite de stat cu nr. 1916 (raionul Rezina). Datează din 1826.